# Jamides woodfordii
Jamides woodfordii är en fjärilsart som beskrevs av Butler 1884. Jamides woodfordii ingår i släktet Jamides och familjen juvelvingar. Inga underarter finns listade i Catalogue of Life.